# Kreisgericht Aichach
Das Kreisgericht Aichach war ein von 1848 bis 1856 bestehendes bayerisches Kreisgericht und damit zweite Instanz für die Landgerichte älterer Ordnung mit Sitz in Aichach im heutigen Landkreis Aichach-Friedberg. Die Landgerichte waren im Königreich Bayern Gerichts- und Verwaltungsbehörden, die 1862 in administrativer Hinsicht von den Bezirksämtern und 1879 in juristischer Hinsicht von den Amtsgerichten abgelöst wurden.

## Geschichte
Der Sprengel des Kreisgerichts Aichach bestand zunächst aus den Landgerichten Aichach, Friedberg, Rain, Schrobenhausen, Pfaffenhofen, Ingolstadt, Erding, Moosburg und Freising. Kreisgerichte waren für die Städte, in denen sie ihren Sitz hatten, sowie für die in ihrem Sprengel befindlichen Standesherren Gerichte erster Instanz. Für alle anderen Angelegenheiten waren sie Gerichte der zweiten Instanz in Kriminal- und Zivilrechtssachen. 
Mit Gesetz vom 1. Juli 1856 wurde das Justizwesen im rechtsrheinischen Bayern analog dem der Pfalz neu geordnet. Das bisherige Kreisgericht Aichach wurde aufgehoben. Das Bezirksgericht Aichach trat an seine Stelle. Im Jahr 1861 wurde der Bezirk des Gerichts auf die Landgerichte Aichach, Friedberg, Rain und Schrobenhausen eingeschränkt. 
Anlässlich der Einführung des Gerichtsverfassungsgesetzes am 1. Oktober 1879 wurde das Bezirksgericht Aichach aufgelöst. Die Gerichte erster Instanz wurden nun die neu geschaffenen Amtsgerichte und die zweite Instanz bildeten die ebenfalls neu eingerichteten Landgerichte.